# 도시화

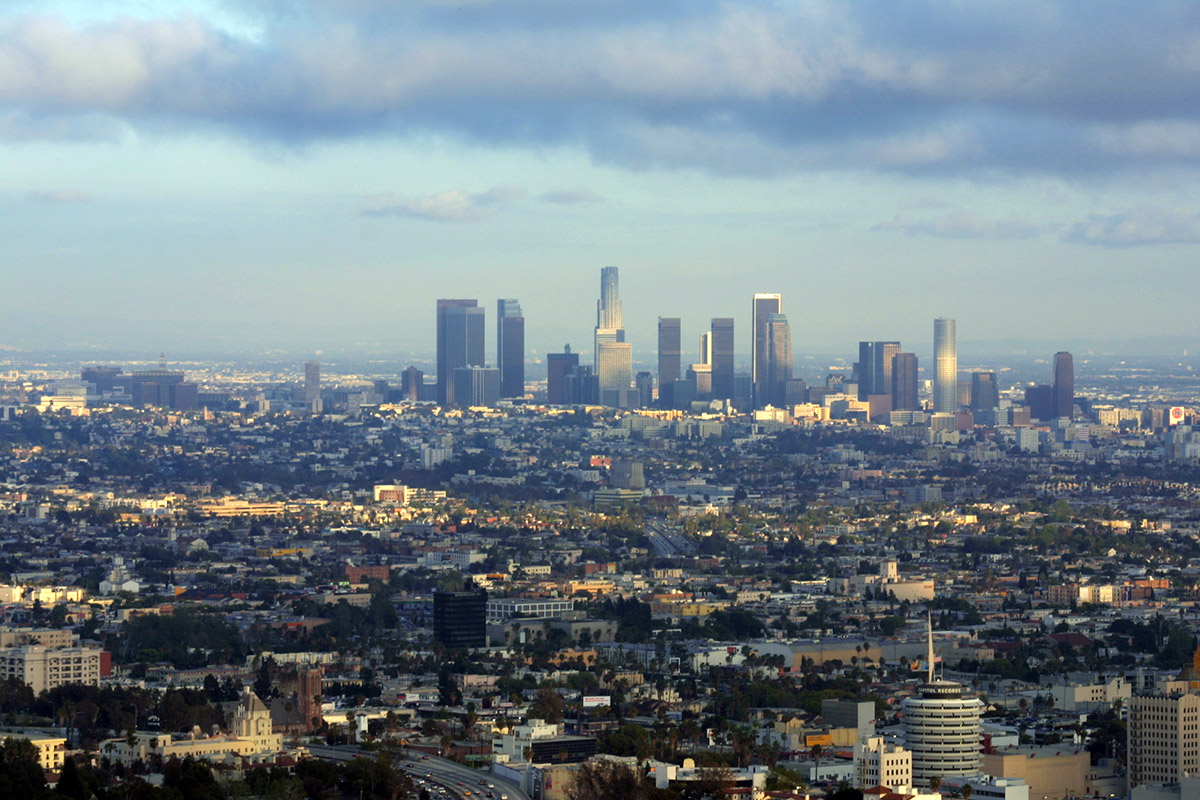
도시화된 지역

도시화(urbanization, 都市化)는 인구의 도시 집중과 이에 따른 지역적, 사회적 변화 양상을 일컫는 개념이다. 각 도시에 거주하는 인구 규모의 증가를 말하기도 한다.

## 개요
현대의 인구이동에서 특색을 찾는다면 국내에서의 농촌으로부터 도시로의 대량 이동이라 할 수 있다. 도시화라는 말에는 도시적 생활양식이나 도시문화가 번진다는 것도 포함되나 그 기초가 되는 것은 도시에의 인구집중이며 이것이 현대에 와서는 세계적으로 급속하게 진행되고 있다. 인구 10만명 이상의 도시인구가 세계 총 인구수에서 차지하는 비율을 도시화의 지표로서 본다면 1800년에는 1.7%이었으며 그것이 1950년에 와서는 13%가 되었다. 결국 150년 동안에 세계의 총 인구 수는 2.5배 증가했음에 비해 10만명 이상의 도시인구는 20배 이상이 되었다. 또한 1960년에는 20.1%가 되었다.이와 같은 인구의 도시집중은 선진국 뿐만 아니라 동남 아시아, 라틴 아메리카 등의 저개발 지역에서도 나타나고 있다. 다만 근대의 도시화는 공업화가 원인이 아니라 오히려 이러한 지역에서의 급격한 인구증가가 농업생산력의 발전을 수반하지 못했기 때문에 발생한 농촌의 과잉인구로서 도시로 밀려들어오는 사태가 되어 나타나는 경향이 많다. 따라서 급격한 도시화의 결과로서 일어나는 사회문제도 선진국에서는 공해문제·교통문제·교육문제 등으로서 나타나는 것에 대하여 저개발국의 도시문제는 부랑자적(浮浪者的) 빈곤층의 집적(集積)과 같은 형태를 취하는 수가 많다.

## 같이 보기
- 역도시화
- 도시화에 따른 나라 목록
- 이촌향도
- 교외화
  - 도시권
  - 도시의 확산
    - 수도권
    - 위성도시